# Azarmidokht
Azarmidokht, född okänt år, död 631, var regerande iransk drottning av Persien från 630 till 631. Hon var den andra av tre kvinnliga monarker i Persiens historia.  

## Biografi
Azarmidokht tillhörde den sassanidiska ätten som dotter till Khusrov II och syster till Purandokht. Fadern ska ha haft 3 000 konkubiner, och hennes mor är okänd. År 628 avsattes och dödades hennes far av en grupp medlemmar av adeln, vilket inledde en period av tronstrider.
Kuppmakarna uppsatte hennes bror Kavadh II på tronen, som mördade alla deras bröder förutom Juvansher och Farrukhzad Khosrau V, som lyckades gömma sig. När Kavadh strax efter avled i pesten, efterträddes han av sin sju år gamla son Ardashir III, som året därpå mördades av general Shahrbaraz, gift med Azarmidokhts faster prinsessan Mirhran. Shahrbaraz besteg tronen bara för att mördas av adelsmannen Farrukh Hormizd. 
Därefter utropades Azarmidokhts syster Purandokht till drottning. Hon avsattes av Shapur-i Shahrvaraz, Shahrbaraz' son. Shapur-i Shahrvaraz erkändes dock inte som monark av general Piruz Khosrows "persiska" fraktion, Parsig-partiet, som i stället lät utropa Azarmidokht till regerande drottning. 
Sedan han uppsatt henne på tronen, bad general Piruz Khosrow drottning Azarmidokht att gifta sig med honom. Hon lät då mörda honom med hjälp av Mihranid Siyavakhsh. 
Strax därefter mördades hon själv av Rostam Farrokhzad, som återuppsatte hennes syster Borandukht på tronen. 